# 美翼杯冠藤
美翼杯冠藤（学名：Cynanchum callialata）为夹竹桃科鹅绒藤属的植物。分布在印度、缅甸以及中国大陆的云南等地，生长于海拔1,150米至1,340米的地区，多生长于路边以及灌木丛中，目前尚未由人工引种栽培。

## 别名
萝藦藤（云南腾冲）

## 异名
- Cyathella callialata (Ham. ex Wight) C. Y. Wu et D. Z. Li